# Plosenberg
Plosenberg (oberfränkisch: Bluhsnbärch) ist ein Gemeindeteil der Großen Kreisstadt Kulmbach im  Landkreis Kulmbach (Oberfranken, Bayern). Plosenberg liegt in der Gemarkung Mangersreuth.

## Geografie
Die Einöde liegt am Fuße des Schrotberges (458 m ü. NHN, 0,5 km südöstlich). Ein Anliegerweg führt nach Weiher (0,5 km nordwestlich).

## Geschichte
Der Ort wurde 1398 als „Plossemberg“ erstmals urkundlich erwähnt. Der Ortsname bedeutet kahler Berg (blôz, mhd. für kahl).
Gegen Ende des 18. Jahrhunderts bestand Plosenberg aus zwei Anwesen (ein Gut, ein Gütlein). Das Hochgericht übte das bayreuthische Stadtvogteiamt Kulmbach aus. Die Grundherrschaft hatte der markgräfliche Lehenhof Bayreuth. Das Kanzleilehen wurden vom Kastenamt Kulmbach mitverwaltet.
Von 1797 bis 1810 unterstand der Ort dem Justiz- und Kammeramt Kulmbach. Mit dem Gemeindeedikt wurde Plosenberg dem 1811 gebildeten Steuerdistrikt Melkendorf zugewiesen. 1812 erfolgte die Überweisung an den Steuerdistrikt Mangersreuth und der neu gebildeten gleichnamigen Ruralgemeinde. Am 1. April 1946 wurde Plosenberg nach Kulmbach eingegliedert.

### Einwohnerentwicklung
| Jahr      | 001818 | 001861 | 001871 | 001885 | 001900 | 001925 | 001950 | 001961 | 001970 | 001987 |
| Einwohner | 14     | 13     | 15     | 18     | 15     | 15     | 29     | 12     | 14     | *      |
| Häuser    | 2      |        |        | 2      | 3      | 2      | 2      | 2      |        | *      |
| Quelle    | [ 7 ]  | [ 11 ] | [ 12 ] | [ 13 ] | [ 14 ] | [ 15 ] | [ 16 ] | [ 17 ] | [ 18 ] | [ 19 ] |

## Religion
Plosenberg ist seit der Reformation evangelisch-lutherisch geprägt und nach Unsere Liebe Frau (Mangersreuth) gepfarrt.